# Rubus wittigianus
Rubus wittigianus är en rosväxtart som beskrevs av Heinrich E. Weber. Rubus wittigianus ingår i släktet rubusar, och familjen rosväxter. Inga underarter finns listade i Catalogue of Life.